# Edvard Hočevar
Edvard Hočevar, slovenski nogometaš, * 31. maj 1926, † 1. februar 1998.
Hočevar je nekdanji profesionalni nogometaš, ki je igral na položaju napadalca. Leta 1950 je igral za Partizan v prvi jugoslovanski ligi, med letoma 1951 in 1958 pa za Odred Ljubljana. Edinkrat je nastopil za jugoslovanski reprezentanco 28. maja 1950 na prijateljski tekmi proti danski reprezentanci in dosegel enega od golov za zmago s 5:1.